# 清水元親
清水 元親（しみず もとちか）は、安土桃山時代から江戸時代初期にかけての武将。小早川氏、毛利氏家臣で長州藩士。父は清水宗治の甥である清水行宗。子に清水充親。

## 生涯
天正6年（1578年）、備中国の国人である清水宗治の甥・清水行宗の嫡男として生まれる。
天正10年（1582年）6月4日、備中高松城の戦いの結果、祖父の清水宗知（月清入道）、大叔父の清水宗治と難波宗忠、小早川隆景が派遣した援将・末近信賀らが切腹し、備中高松城は開城。同じく備中高松城に籠城していた父・行宗は退城後は小早川隆景に仕え、清水宗治の妻子らの養育も命じられた。
天正20年（1592年）から始まる文禄の役では、宗治の子である清水景治や父・行宗と共に小早川隆景に従って朝鮮へ渡り戦った。
慶長元年（1596年）4月13日に父・行宗が死去するとその跡を継ぎ、慶長2年（1597年）から始まる慶長の役にも出陣。蔚山城の後巻を命じられた際に、村落に敵兵が2、30騎ほど待機しているところを発見したため、馬で駆け込み、軽傷を負いつつも馬乗りと取組によって敵兵を討ち取った。この元親の戦功については日野景幸と木原就重が証人となっている。木原就重とは元親が若輩の頃から親しく、山に籠る敵兵を発見した木原就重が抜け駆けで夜襲を仕掛けて70余の首級を挙げた戦いでは、元親の主従も加わって敵兵の首4つを挙げた。慶長5年（1600年）の関ヶ原の戦い後に毛利氏が防長2か国へ転封となると、長州藩士となった元親は物頭役を務めた。
元和4年（1618年）8月、毛利輝元から吉見広長の追討を命じられた元親は追討軍に加わり、8月25日に吉見広長を討ち取った。しかし、この時の戦いで元親は負傷しており、8月27日に宍戸元続から、8月30日には吉川広家から、元親の傷を心配する見舞い状が送られている。
正保4年（1647年）2月4日に死去。享年70。嫡男の充親が跡を継いだ。